# Sture Lagercrantz
Sture Lagercrantz, född 13 juni 1910, död 15 november 2001, var en svensk etnograf specialiserad på afrikanska kulturer.
Han var professor i allmän och jämförande etnografi vid Uppsala universitet 1962–1976.